# جان کارور (بازیکن فوتبال)
جان کارور (انگلیسی: John Carver؛ زادهٔ ۱۶ ژانویهٔ ۱۹۶۵) بازیکن فوتبال اهل بریتانیا است.
از باشگاه‌هایی که در آن بازی کرده‌است می‌توان به باشگاه فوتبال نیوکاسل یونایتد، باشگاه فوتبال گیتزهد، و باشگاه فوتبال کاردیف سیتی اشاره کرد.